# Sosnowka (Kaliningrad, Gurjewsk, Chrabrowo)
Sosnowka (russisch Сосновка, deutsch Fritzen, Oberförsterei) ist ein Ort in der russischen Oblast Kaliningrad. Er gehört zur kommunalen Selbstverwaltungseinheit Stadtkreis Gurjewsk im Rajon Gurjewsk. Zu Sosnowka gehört auch der ehemalige Wohnplatz Steinerkrug, russisch zunächst Peschkowo.

## Geographische Lage
Sosnowka liegt etwa 15 Kilometer nordnordöstlich der Stadt Kaliningrad (Königsberg) an der Kommunalstraße 27K-044 unmittelbar an einer Anschlussstelle des Autobahnrings Primorskoje Kolzo. Bis 1945 war Kanten-Fritzen Bahnstation an der Kleinbahnstrecke Groß Raum–Ellerkrug, die heute lediglich noch für Güterverkehr zum Flughafen Kaliningrad in Betrieb ist.

## Geschichte

### Oberförsterei Fritzen
Fritzen war eine Oberförsterei, deren Zuständigkeitsbereich, der Forst Fritzen, die Waldgebiete nördlich von Königsberg bis hinauf auf die Kurische Nehrung umfasste. Im Jahr 1874 wurden zwei Amtsbezirke gebildet, die Oberförsterei Fritzen und der Forst Fritzen, beide jeweils für Teile des Gutsbezirks Fritzen, Forst zuständig. Im Jahr 1878 wurde der Steinerkrug (s. u.) in den Gutsbezirk Fritzen, Forst eingegliedert. Am 30. September 1929 wurde die Oberförsterei Fritzen mit der Försterei Groß Raum (russisch: Rjabinowka), der Försterei Dammwalde (nicht mehr existent) und dem Wohnplatz Steinerkrug in die Landgemeinde Norgehnen (Schatrowo) innerhalb des Amtsbezirks Schugsten (Berjosowka) eingegliedert. Gleichzeitig wurden der Gutsbezirk Fritzen, Forst und die Amtsbezirke Oberförsterei Fritzen und Forst Fritzen aufgelöst. Allerdings wurde der Amtsbezirk Schugsten offenbar am 23. April 1930 in Amtsbezirk Fritzen umbenannt.

### Steinerkrug (Peschkowo)
Im Jahr 1833 war Steinerkrug ein kölmischer Krug mit 10 Einwohnern. Im Jahr 1878 wurde er in den Gutsbezirk Fritzen, Forst eingegliedert und kam mit der Oberförsterei Fritzen 1929 zur Landgemeinde Norgehnen.
Steinerkrug kam 1945 mit dem nördlichen Ostpreußen zur Sowjetunion. Im Jahr 1950 erhielt der Ort die russische Bezeichnung Peschkowo und wurde gleichzeitig dem Dorfsowjet Matrossowski selski Sowet im Rajon Gurjewsk zugeordnet. Später gehörte der Ort zum Chrabrowski selski Sowet.

### Sosnowka
Die Oberförsterei Fritzen kam 1945 mit dem nördlichen Ostpreußen zur Sowjetunion. Der Ort erhielt im Jahr 1947 die russische Bezeichnung Sosnowka (sosna = Fichte) und wurde gleichzeitig dem Dorfsowjet Matrossowski selski Sowet im Rajon Gurjewsk zugeordnet. Später gehörte der Ort zum Chrabrowski selski Sowet. Vor 1975 wurde der Ort Peschkowo an Sosnowka angeschlossen. Von 2008 bis 2013 gehörte Sosnowka zur Landgemeinde Chrabrowskoje selskoje posselenije und seither zum Stadtkreis Gurjewsk.

## Kirche
Mit seiner fast ausnahmslos evangelischen Bevölkerung war Fritzen vor 1945 in das Kirchspiel Laptau (russisch: Muromskoje) eingepfarrt. Es gehörte zum Kirchenkreis Königsberg-Land II in der Kirchenprovinz Ostpreußen der Kirche der Altpreußischen Union. Heute liegt Sosnowka im Einzugsbereich der evangelisch-lutherischen Auferstehungskirche in Kaliningrad (Königsberg) innerhalb der Propstei Kaliningrad der Evangelisch-lutherischen Kirche Europäisches Russland (ELKER).